# Ива монетовидная
И́ва монетови́дная (лат. Salix nummularia) — вид цветковых растений из рода Ива (Salix) семейства Ивовые (Salicaceae).

## Распространение и экология
В природе ареал вида охватывает северные районы Сибири (полуостров Таймыр и Ненецкий автономный округ), Дальний Восток России, Монголию и Японию (остров Хоккайдо).
Произрастает в каменистой и щебнистой арктической и альпийской тундре.

## Ботаническое описание
Распростёртый кустарничек. Ветви плетевидные, ползучие, укореняющиеся, длиной около 30—50 см, жёлтые или бурые.
Прилистники широко-ланцетные, короче черешков, чаще отсутствуют. Листья диаметром 0,5—1,5 см, округлые, эллиптические, или округло-сердцевидные, на верхушке выемчатые или закруглённые, в обеих сторон голые, бледно-зелёные, цельнокрайные, очень редко неясно мелкозубчатые, на коротких черешках длиной до 3—4 мм.
Серёжки расположены на боковых веточках, мелкие, малоцветковые (2—5, до 7, цветковые). Прицветные чешуи длиной 1—1,2 мм, округлые или обрубленные, вогнутые, жёлтые или светло-бурые. Нектарники в числе двух, длиной до 1,5 мм, глубоко лопастные. Тычинки в числе двух, со свободными голыми нитями и фиолетовыми пыльниками. Завязь яйцевидно-коническая, длиной около 1 мм, голая, вначале зелёная, позже буреющая.

## Таксономия
Вид Ива монетовидная входит в род Ива (Salix) семейства Ивовые (Salicaceae) порядка Мальпигиецветные (Malpighiales).
|  |                                      |  |                                                             |                                                             |                  |  | ещё 36 семейств (согласно Системе APG II) | ещё 36 семейств (согласно Системе APG II) |                      |  |  |  | ещё более 500 видов |
|  |                                      |  |                                                             |                                                             |                  |  | ещё 36 семейств (согласно Системе APG II) | ещё 36 семейств (согласно Системе APG II) |                      |  |  |  | ещё более 500 видов |
|  |                                      |  |                                                             | порядок Мальпигиецветные                                    |                  |  |                                           |                                           | род Ива              |  |  |  |                     |
|  |                                      |  |                                                             | порядок Мальпигиецветные                                    |                  |  |                                           |                                           | род Ива              |  |  |  |                     |
|  | отдел Цветковые, или Покрытосеменные |  |                                                             |                                                             | семейство Ивовые |  |                                           |                                           | вид Ива монетовидная |  |  |  |                     |
|  | отдел Цветковые, или Покрытосеменные |  |                                                             |                                                             | семейство Ивовые |  |                                           |                                           |                      |  |  |  |                     |
|  |                                      |  | ещё 44 порядка цветковых растений (согласно Системе APG II) | ещё 44 порядка цветковых растений (согласно Системе APG II) |                  |  |                                           | ещё около 57 родов                        | ещё около 57 родов   |  |  |  |                     |
|  |                                      |  |                                                             | ещё 44 порядка цветковых растений (согласно Системе APG II) |                  |  |                                           |                                           | ещё около 57 родов   |  |  |  |                     |